# 和泉郡
和泉郡为過去日本大阪府轄下的一个郡，已于1896年4月1日与大鳥郡合并为泉北郡。
在1880年實施郡區町村編制法時的辖区包括现在的和泉市、泉大津市、忠岡町和岸和田市的東南部地區。

## 歷史
過去也曾被記為泉郡，在令制國時代的歸屬曾多次在河內國和和泉國之間變動，直到8世紀中才確認歸屬於和泉國。後來的南郡原本也屬於和泉郡，直到13世紀時才從和泉郡中分出。
在江戶時代大部分區域為一橋德川家的領地，但也有部分區域為關宿藩、吉見藩、伯太藩、小泉藩、淀藩、岸和田藩和旗本的領地。
明治維新後，郡內的旗本領、關宿藩領地、一橋德川家領地、岸和田藩領地先後被納入堺縣的轄區，1871年實施廢藩置縣後，其餘各藩的領地也成為改設後的吉見縣、伯太縣、小泉縣、淀縣轄區，不過僅半年後的第一次府縣整併中，和泉郡全境就全數被整併至堺縣。
1880年實施郡區町村編製法，正式的設置了近代的行政區劃「和泉郡」，而郡役所則是和大鳥郡合設於堺區（位於現在的堺市）。
1881年，由於堺縣被併入大阪府，此後和泉郡成為大阪府的轄區至今。

### 沿革

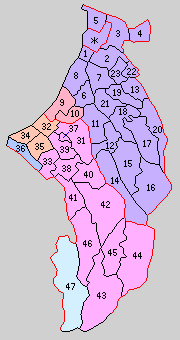
1889年和泉郡轄下的行政區劃：
31.信太村 32.上條村 33.國府村 34.大津村 35.穴師村 36.忠岡村 37.南王子村 38.鄉莊村 39.伯太村 40.北池田村 41.北松尾村 42.南池田村 43.南橫山村 44.東橫山村 45.西橫山村 46.南松尾村 47.山瀧村
（桃色：現屬和泉市、橙：現屬泉大津市、水藍色：現屬岸和田市 青：未曾進行合併。1 - 23屬大鳥郡、＊為當時的堺市）

- 1889年04月1日：實施町村制，和泉郡下設信太村（日语：信太村 (大阪府)）、上條村（日语：上条村 (大阪府)）、國府村（日语：国府村 (大阪府)）、大津村、穴師村（日语：穴師村）、忠岡村、南王子村（日语：八坂町）、鄉莊村（日语：郷荘村）、伯太村（日语：伯太村）、北池田村（日语：北池田村）、北松尾村（日语：北松尾村）、南池田村（日语：南池田村）、南橫山村（日语：南横山村）、東橫山村（日语：東横山村 (大阪府)）、西橫山村（日语：西横山村 (大阪府)）、南松尾村（日语：南松尾村）、山瀧村（日语：山滝村）。（17村）
- 1896年04月1日：實施郡制（日语：郡制），同時大鳥郡和和泉郡被合併為泉北郡。